# Władysław Zieliński
Władysław Zieliński (Varsóvia, 24 de julho de 1935) é um ex-canoísta polaco especialista em provas de velocidade.

## Carreira
Foi vencedor da medalha de bronze em K-2 1000 m em Roma 1960, junto com o seu colega de equipa Stefan Kapłaniak.